# Состинский заказник
Состинский заказник — государственный природный заказник регионального значения. Создан постановлением Совета министров Калмыцкой АССР от 24 апреля 1974 года № 220 «О мерах по увеличению численности ондатры в Калмыцкой АССР» в целях охраны экосистемы Состинских озёр.

## География
Заказник расположен в пределах Черноземельского и Ики-Бурульского районов Калмыкии. Территория зазканика охватывает юго-запад Чёрных земель и восточную часть Кумо-Манычской впадины с рекой Кумой.
Формы рельефа сформировались под влиянием ранних трансгрессии Каспийского моря. Система солёных озёр (Состинские озёра), лиманы, обширные понижения, солончаки раньше представляли собой лагуны Каспийского моря. Грунтовые воды сильно минерализованы, глубина их до 5 м. Площадь водных угодий — 14 тыс. га, кустарников — 500 га, остальное — полупустынная и пустынная степь.

## Цели и задачи
Заказник создан для увеличения численности ондатры и заготовки ондатровых шкурок, а также для усиления охраны и создания лучших условий для обитания серого гуся, а также водоплавающей дичи и увеличения их численности.
Основные задачи:
- сохранение природных комплексов в естественном состоянии;
- сохранение, воспроизводство и восстановление природных ресурсов:
- увеличение численности ондатр, фазана, дрофы и стрепета;
- обеспечение установленного режима охраны редких видов животных и птиц;
- поддержание экологического баланса;
- содействие в проведении научно-исследовательских работ без нарушения установленного режима заказника;
- пропаганда среди населения задач охраны окружающей среды, рационального использования и воспроизводства природных ресурсов.

## Животный и растительный мир
Естественные почвы заказника служат средой обитания многочисленной фауны и флоры, которая представлена здесь пустынными полынно-дерновинно-злаковыми степями, солончаковыми лугами и зарастающими песками. По берегам водоемов — тростниково-рогозовые и озерно-камышовые плавни.
Территория заказника — ветвь главного миграционного пути птиц водно-болотного комплекса через долины рек Маныча и Кумы соединяющихся с Каспийским морем. Основные объекты охраны: редкие краснокнижные птицы (кудрявый пеликан, колпица, каравайка, журавль-красавка, ходулочник, шилоклювка, каспийский зуек, степной орёл, курганник) и другие виды охотничьей фауны.

## Угрожающие факторы
По территории заказника проходит трасса нефтепровода Тенгиз — Новороссийск. На песчаных участках — процессы опустынивания.